# Walter Reisp
Walter Johann Adolf Reisp (* 5. November 1910 in Voitsberg; † 5. Dezember 1993 in Bruck an der Mur) war ein österreichischer Feldhandballspieler.

## Biografie
Reisp gehörte bei den Olympischen Sommerspielen 1936 in Berlin der österreichischen Handballauswahl an, die im Feldhandball die Silbermedaille gewann.
Er absolvierte drei Spiele, unter anderem das Finale.